# Still (Zeraphine)
Still è il quarto album del gruppo musicale tedesco Zeraphine. È stato pubblicato nel 2006.

## Tracce
1. Still – 3:28
2. Niemand kann es sehen – 3:51
3. Inside Your Arms – 3:41
4. Gib mir dein gift – 4:05
5. Nichts aus liebe – 3:12
6. Toxic Skies – 3:04
7. Fang mich – 3:04
8. Halbes ende – 4:03
9. Since We're Falling – 3:53
10. I'll Follow You – 3:57
11. State of the Moment – 4:19
12. Nur ein tag – 5:37

## Formazione
- Sven Friedrich - voce
- Norman Selbig - chitarra
- Manuel Senger - chitarra
- Michael Nepp - basso
- Marcellus Puhlemann - batteria